# Sorrento Calcio 2013-2014
Questa pagina raccoglie le informazioni riguardanti il Sorrento Calcio nelle competizioni ufficiali della stagione 2013-2014.

## Rosa
| N. |                   | Ruolo | Calciatore              |
| -- | ----------------- | ----- | ----------------------- |
|    | Italia (bandiera) | D     | Rocco Benci             |
|    | Italia (bandiera) | D     | Marco Caldore           |
|    | Italia (bandiera) | A     | Luigi Canotto           |
|    | Italia (bandiera) | A     | Emanuele Catania        |
|    | Italia (bandiera) | D     | Davide Cavallaro        |
|    | Italia (bandiera) | C     | Matteo Chinellato       |
|    | Italia (bandiera) | C     | Mario Coppola           |
|    | Mali (bandiera)   | D     | Oumaro Coulibaly        |
|    | Italia (bandiera) | C     | Ciro Danucci            |
|    | Italia (bandiera) | D     | Emanuele D'Anna         |
|    | Italia (bandiera) | C     | Massimiliano De Angelis |
|    | Italia (bandiera) | C     | Alessio Esposito        |
|    | Italia (bandiera) | A     | Roberto Esposito        |
|    | Italia (bandiera) | A     | Giancarlo Improta       |
|    | Italia (bandiera) | A     | Riccardo Innocenti      |

| N. |                    | Ruolo | Calciatore          |
| -- | ------------------ | ----- | ------------------- |
|    | Italia (bandiera)  | C     | Alessio Lalli       |
|    | Italia (bandiera)  | C     | Manuel Lettieri     |
|    | Italia (bandiera)  | D     | Rosario Licata      |
|    | Italia (bandiera)  | C     | Pasquale Maiorino   |
|    | Italia (bandiera)  | C     | Salvatore Margarita |
|    | Brasile (bandiera) | P     | Marcos Miranda      |
|    | Italia (bandiera)  | A     | Riccardo Musetti    |
|    | Italia (bandiera)  | D     | Giordano Pantano    |
|    | Italia (bandiera)  | A     | Andrea Parodi       |
|    | Italia (bandiera)  | D     | Andrea Pisani       |
|    | Italia (bandiera)  | P     | Giuseppe Polizzi    |
|    | Marocco (bandiera) | A     | Reyza Soudant       |
|    | Italia (bandiera)  | D     | Vittorio Terminillo |
|    | Italia (bandiera)  | D     | Marco Villagatti    |
|    | Italia (bandiera)  | C     | Giuseppe Vitale     |